# James Collins
James Collins (Newport, 23 de agosto de 1983) é um futebolista galês que atua como zagueiro. Atualmente, defende o Ipswich Town.

## Carreira
Collins fez parte do elenco da Seleção Galesa de Futebol da Eurocopa de 2016.